# Choi Ji-woo
Choi Ji-woo (hangul: 최지우; hanja: 崔志宇; rr: Choe Ji-u; MR: Ch'oe Chiu), nome artístico de Choi Mi-hyang (hangul: 최미향; hanja: 崔美香; rr: Choe Mi-hyang; MR: Ch'oe Mihyang, Busan, 11 de junho de 1975), é uma atriz sul-coreana. É bastante conhecida por seus papéis em melodramas na televisão, incluindo Beautiful Days (2001), Winter Sonata (2002), Stairway to Heaven (2003), The Suspicious Housekeeper (2013) e Temptation (2014) e por comédias românticas como Twenty Again (2015) e Woman with a Suitcase (2016).

## Carreira

### 1994–1998: Início
Choi Mi-hyang foi descoberta quando ganhou o show de talentos organizado pela MBC em 1994. Logo em seguida, fez sua estreia em um episódio de MBC Best Theater em 1995. Mais tarde, adotou o nome artístico "Choi Ji-woo".
O seu primeiro papel importante foi no filme de 1996 The Gate of Destiny, mas por causa de sua atuação limitada acabou sendo substituída no meio das filmagens. Nos anos seguintes, continuou a atuar em dramas e filmes, incluindo The Hole, bem como nas comédias românticas First Kiss com Ahn Jae-wook e The Romantic President com Ahn Sung-ki. Foram suas representações na TV de heroínas trágicas com uma imagem pura e inocente — notadamente em Truth, ao lado de Ryu Si-won, e Beautiful Days, ao lado de Lee Byung-hun — que impulsionaram sua crescente popularidade.
Em 2002, ele se reuniu na televisão com o ator Bae Yong-joon (ela já atuou ao lado de Bae através de um papel coadjuvante em First Love, de 1996), para um papel que seria o mais famoso e icônico de sua carreira. Dirigido por Yoon Seok-ho como a segunda produção de seus "dramas sobre as estações", Winter Sonata se tornou um sucesso fenomenal em toda Ásia e foi responsável por impulsionar a onda Coreana. Dessa forma, Choi ganhou bastante reconhecimento, especialmente no Japão, onde ganhou o apelido de Ji-woo Hime ("Princesa Ji-woo"). Em 2009, reprisou seu papel como dubladora para Winter Sonata Anime. Ela continua a ter muitos ganhos no Japão, obtendo direitos de licenciamento/transmissão nos dramas que estrelava e esgotando ingressos para shows e produtos das prateleiras.
Após seu sucesso no drama Stairway to Heaven com Kwon Sang-woo em 2003, Choi direcionou sua carreira ao cinema. Ela atuou em Now and Forever e Everybody Has Secrets. Os dois filmes foram mal recebidos pela crítica e pelo público da Coreia do Sul, mas teve um bom desempenho na bilheteria japonesa.
Choi passou alguns anos trabalhando no exterior, gravando o drama chinês 101st Proposal com Sun Xing, e o drama japonês RONDO com Yutaka Takenouchi. Ela retornou a televisão coreana em 2007 com Air City ao lado de Lee Jung-jae; sua personagem trabalhava como a Diretora de Operações do Aeroporto de Incheon.

### 2009–2012: Sucesso
Em 2009, ela estrelou ao lado de Yoo Ji-tae em Star's Lover, interpretando uma atriz importante que se apaixona por um homem comum. Choi recebeu ₩48 milhões por episódio, o salário mais alto para uma atriz coreana na época (recorde quebrado por Go Hyun-jung, que recebeu ₩55 milhões pelo drama Daemul).
No mesmo ano, criou sua própria agência, chamada C,JW Company, com seu irmão como CEO. Ela também participou do filme Actresses, sendo, sem dúvida, seu filme de maior destaque até hoje.
Durante a conferência de imprensa para a série Can't Lose de 2011, atuando ao lado de Yoon Sang-hyun, após ser perguntada se tinha a preocupação de perder a sua imagem de pura e inocente, por causa de seus trabalhos anteriores, Choi disse: "Eu tive essa imagem durante 15 anos. Não é hora de mudar? Fui uma rainha do melodrama e agora quero o título de rainha da comédia romântica". Ela disse também que ganhou mais fãs depois que mostrou sua personalidade alegre e descontraída como convidada no reality show 2 Days & 1 Night.
Em 2012, juntou-se ao elenco do drama chinês City Lovers, onde ela interpretou a CEO de uma empresa de gerenciamento de eventos ao lado de Qin Hao, um empresário recém-contratado em sua empresa.
Mais tarde, virou a anfitriã do programa Choi Ji-woo's Delicious Korea no canal O'live TV ao lado do estilista Jung Kuho. O programa de 5 episódios, que foi ao ar de 23 de novembro a 21 de dezembro de 2012, tinha como objetivo expandir a culinária e cultura coreana pelo mundo, e os dois apresentadores viajaram pela Coreia do Sul e apresentaram pratos regionais pouco conhecidos aos telespectadores.
Em 2013, ela atuou na adaptação coreana do drama japonês Kaseifu no Mita. Em The Suspicious Housekeeper, Choi interpretou a personagem titular, uma governanta fria e estóica, mas incrivelmente capaz, que vem trabalhar para um pai recentemente viúvo e seus quatro filhos. Apesar da dificuldade de não ser capaz de mostrar emoções aos seus colegas de elenco, Choi disse que escolheu o papel porque “ficou realmente encantada com a maneira como a heroína se abstém de deixar transparecer suas emoções”.

### 2014–presente: Ressurgimento de carreira
Em fevereiro do ano seguinte, assinou contrato com a agência YG Entertainment. Ela se reuniu com seu antigo colega, Kwon Sang-woo, em Temptation; ela interpretou uma mulher rica que faz uma oferta perigosa a um homem casado.
Choi se juntou à quarta temporada do reality show de viagens, Grandpas Over Flowers, em 2015, onde ela e Lee Seo-jin viajaram pela Grécia com os atores veteranos Lee Soon-jae, Shin Goo, Park Geun-hyung e Baek Il-seob. Isso foi seguido pela sua escalação na série Twenty Again, onde ela recebeu aclamação da crítica ao interpretar uma tímida dona de casa de 38 anos que decide experimentar a vida universitária no campus pela primeira vez ao lado de seu filho de 20 anos.

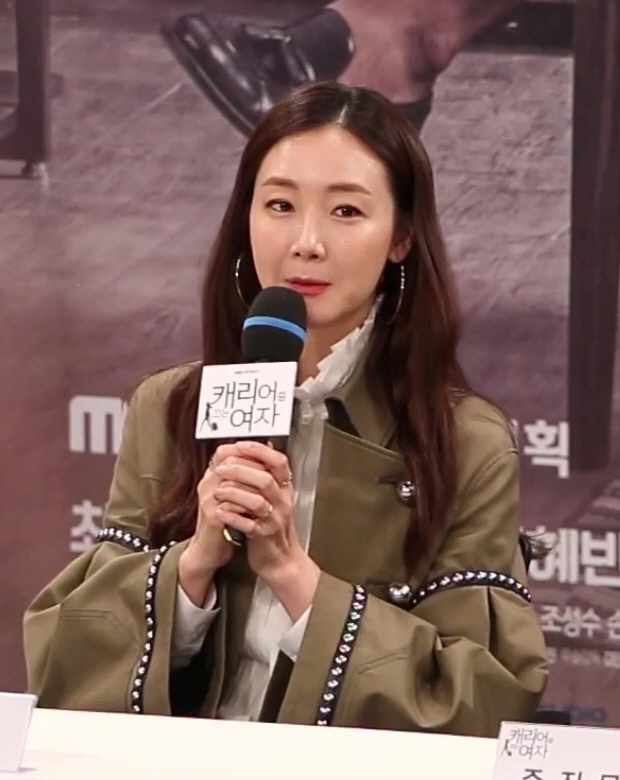
Choi em coletiva de imprensa da série Woman with a Suitcase, em 2016

Em 2016, Choi voltou ao cinema após sete anos, estrelando o filme de romance, Like for Likes. No mesmo ano, ela estrelou o drama de romance jurídico Woman with a Suitcase.
Em 2017, Choi foi escalado para o melodrama familiar, The Most Beautiful Goodbye, um remake do drama The Most Beautiful Goodbye in the World da roteirista Noh Hee-kyung.
Em 2019, Choi fez uma pequena aparição como ela mesma no episódio 13 do drama da tvN, Crash Landing on You.

## Vida pessoal
Choi se formou em dança aeróbica na Universidade de Mulheres Pusan. Logo em seguida, começou o curso de Teatro e Cinema na Universidade Hanyang e completou o primeiro ano; mais tarde, trancou a matrícula, por causa do seu trabalho como atriz.
Em 28 de março de 2018, casou-se com seu então noivo, uma não celebridade, que é 9 anos mais nova que ela, em um casamento privado, anunciando publicamente apenas algumas horas antes por meio de uma carta manuscrita divulgada no site de seu fã-clube. Choi anunciou que estava grávida de seu primeiro filho em 23 de dezembro de 2019, e deu à luz uma menina em 16 de maio de 2020.

## Filmografia

### Cinema
| Ano  | Título                     | Papel                    | Notas                              |
| ---- | -------------------------- | ------------------------ | ---------------------------------- |
| 1996 | The Adventures of Mrs Park | Eun-jin                  |                                    |
| 1997 | Hallelujah                 | Bar madam                |                                    |
| 1997 | The Hole                   | Su-jin                   |                                    |
| 1998 | Alien                      | Filha de Kim             | dublagem                           |
| 1998 | First Kiss                 | Song Yeon-hwa            |                                    |
| 1999 | Nowhere to Hide            | Kim Ju-yeon              |                                    |
| 2002 | The Romantic President     | Choi Eun-soo             |                                    |
| 2004 | Everybody Has Secrets      | Han Sun-young            |                                    |
| 2005 | Shadowless Sword           | Campeã de artes marciais | aparição especial                  |
| 2006 | Now and Forever            | Han Hye-won              |                                    |
| 2009 | Actresses                  | Ela mesma                |                                    |
| 2016 | Like for Likes             | Ham Joo-ran              |                                    |
| 2023 | New Normal                 | Hyeon-jeong              | Filme de encerramento no 26º BIFFF |

### Televisão
| Ano  | Título                     | Papel                             | Notas                              | Rede          |
| ---- | -------------------------- | --------------------------------- | ---------------------------------- | ------------- |
| 1995 | War and Love               |                                   |                                    | MBC           |
| 1996 | MBC Best Theater           |                                   | 1 episódio                         | MBC           |
| 1996 | First Love                 | Kang Seok-hee                     |                                    | KBS2          |
| 1996 | Three Guys and Three Girls |                                   | convidada                          | MBC           |
| 1997 | Happiness Is in Our Hearts | Seon Kyung-ah                     |                                    | SBS           |
| 1998 | Love                       | Yoo Ji-young                      |                                    | MBC           |
| 1999 | Love In 3 Colors           | Eun Ji-soo                        |                                    | KBS2          |
| 1999 | Love Story                 | Min-jung                          | convidada (episódio 2: "Mensagem") | SBS           |
| 2000 | Truth                      | Lee Ja-young                      |                                    | MBC           |
| 2000 | Mr. Duke                   | Jang Soo-jin                      |                                    | MBC           |
| 2001 | Beautiful Days             | Kim Yeon-soo                      |                                    | SBS           |
| 2002 | We Are Dating Now          |                                   | aparição especial (episódio 15)    | SBS           |
| 2002 | Winter Sonata              | Jeong Yoo-jin                     | protagonista                       | KBS2          |
| 2003 | Stairway to Heaven         | Han Jung-seo                      |                                    | SBS           |
| 2004 | Full House                 | Ela mesma                         | apariação especial (episódio 3)    | KBS2          |
| 2004 | 101st Proposal             | Li Shao Rong                      |                                    | BTV           |
| 2006 | RONDO                      | Choi Yoon-ah                      |                                    | TBS           |
| 2007 | Air City                   | Han Do-kyung                      |                                    | MBC           |
| 2008 | Star's Lover               | Lee Ma-ri                         | protagonista                       | SBS           |
| 2009 | Winter Sonata Anime        | Jeong Yoo-jin                     | dublagem                           | SKY PerfecTV! |
| 2011 | Fuyu no Sakura             | Namorada coreana de Inaba Tatsuki | aparição especial (episódio 2)     | TBS           |
| 2011 | Can't Lose                 | Lee Eun-jae                       | protagonista                       | MBC           |
| 2012 | City Lovers                |                                   |                                    | AHTV          |
| 2013 | The Suspicious Housekeeper | Park Bok-nyeo                     |                                    | SBS           |
| 2014 | Temptation                 | Yoo Se-young                      |                                    | SBS           |
| 2015 | Second 20s                 | Ha No-ra                          |                                    | tvN           |
| 2016 | Woman with a Suitcase      | Cha Geum-joo                      |                                    | MBC           |
| 2017 | The Most Beautiful Goodbye | Yeon-soo                          |                                    | tvN           |
| 2020 | Crash Landing on You       | Ela mesma                         | aparição especial (episódio 13)    | tvN           |
| 2022 | Shooting Stars             | Eun Si-woo                        | aparição especial                  | tvN           |
| 2024 | Black Pean Season 2        | Park Seo-hyun                     | série japonesa                     | TBS           |

### Webséries
| Ano  | Título         | Papel     | Notas                          |
| ---- | -------------- | --------- | ------------------------------ |
| 2015 | We Broke Up    | Ela mesma | aparição especial (episódio 3) |
| 2016 | 7 First Kisses | Deusa     | Episódios 1, 7                 |

### Programas de variedades
| Ano  | Título                        | Papel                                               |
| ---- | ----------------------------- | --------------------------------------------------- |
| 2008 | Line to the Law Center        | Participação                                        |
| 2012 | Choi Ji-woo's Delicious Korea | Apresentadora                                       |
| 2013 | MBC Human Documentary - Love  | Narradora                                           |
| 2013 | Running Man Eps 126 - 127     | Convidada                                           |
| 2015 | Grandpa's Over Flowers        | Apresentadora (temporada 4)                         |
| 2017 | Candy in my Ears - Season 2   | Apresentadora                                       |
| 2019 | Coffee Friends                | Apresentadora                                       |
| 2021 | Bistro Shigor                 | presidente do restaurante                           |
| 2024 | The Return of Superman        | Apresentadora (junto com a comediante Ahn Young-mi) |

### Vídeos musicais
| Year | Música                        | Artista                       |
| ---- | ----------------------------- | ----------------------------- |
| 1996 | "Endless Love(moo han ji ae)" | Kim Jung-min                  |
| 1998 | "Scenery"                     | Goo Bon-seung e Jang Dong-gun |
| 1998 | "Na Na Na"                    | Yoo Seung-jun                 |
| 1999 | "For Your Soul"               | Jo Sung-mo                    |
| 2003 | "The Young Prince's Dream"    | Cha Tae-hyun                  |
| 2013 | "Ziugae"                      | ALi                           |

## Prêmios e indicações
| Ano  | Cerimônia                                                              | Categoria                                                      | Indicado                   | Resultado |
| ---- | ---------------------------------------------------------------------- | -------------------------------------------------------------- | -------------------------- | --------- |
| 1995 | Korea's Isabelle Adjani Contest                                        | —                                                              | —                          | Venceu    |
| 1996 | KBS Drama Awards                                                       | Melhor Atriz Revelação                                         | First Love                 | Indicado  |
| 1997 | 18º Blue Dragon Film Awards                                            | Melhor Atriz Revelação                                         | The Hole                   | Indicado  |
| 1998 | 34º Baeksang Arts Awards                                               | Melhor Atriz Revelação (Filme)                                 | The Hole                   | Venceu    |
| 1998 | 21º Golden Cinematography Awards                                       | Melhor Atriz Revelação                                         | The Hole                   | Venceu    |
| 1999 | 14º Golden Disk Awards                                                 | Golden Video de Melhor Atriz                                   | For Your Soul              | Venceu    |
| 1999 | 20º Blue Dragon Film Awards                                            | Melhor Atriz Coadjuvante                                       | Nowhere to Hide            | Indicado  |
| 2000 | 37º Grand Bell Awards                                                  | Melhor Atriz Coadjuvante                                       | Nowhere to Hide            | Indicado  |
| 2000 | MBC Drama Awards                                                       | Prêmio de Excelência, Atriz                                    | Mr. Duke, Truth            | Venceu    |
| 2001 | SBS Drama Awards                                                       | Prêmio de Excelência, Atriz                                    | Beautiful Days             | Venceu    |
| 2001 | SBS Drama Awards                                                       | Top 10 Estrelas                                                | Beautiful Days             | Venceu    |
| 2002 | Model Line Best Dresser Awards                                         | Prêmio Cisne                                                   | —                          | Venceu    |
| 2002 | 38º Baeksang Arts Awards                                               | Atriz Mais Popular (TV)                                        | Winter Sonata              | Venceu    |
| 2002 | KBS Drama Awards                                                       | Prêmio de Alta Excelência, Atriz                               | Winter Sonata              | Venceu    |
| 2002 | KBS Drama Awards                                                       | Prêmio de Popularidade                                         | Winter Sonata              | Venceu    |
| 2003 | Andre Kim Best Star Awards                                             | Prêmio Estrela Feminina                                        | —                          | Venceu    |
| 2003 | 26º Golden Cinematography Awards                                       | Atriz Mais Popular                                             | The Romantic President     | Venceu    |
| 2003 | SBS Drama Awards                                                       | Prêmio de Excelência, Atriz em Especial Dramático              | Stairway to Heaven         | Venceu    |
| 2003 | SBS Drama Awards                                                       | Top 10 Estrelas                                                | Stairway to Heaven         | Venceu    |
| 2004 | 40º Baeksang Arts Awards                                               | Atriz Mais Popular (TV)                                        | Stairway to Heaven         | Venceu    |
| 2004 | 4º Proud Korean Awards (Federação de Jornalistas da Coreia)            | Recipiente                                                     | —                          | Venceu    |
| 2005 | 41º Baeksang Arts Awards                                               | Prêmio Especial Hallyu                                         | —                          | Venceu    |
| 2005 | A Associação de Cinema da Coreia                                       | Prêmio Especial Hallyu                                         | —                          | Venceu    |
| 2006 | Dior Timeless Beauty Awards                                            | Recipiente                                                     | —                          | Venceu    |
| 2009 | Prêmios da Fundação Internacional de Intercâmbio da Indústria Cultural | Recipiente                                                     | —                          | Venceu    |
| 2009 | 4º Seoul International Drama Awards                                    | Introduzida no Star Hall of Fame                               | —                          | Venceu    |
| 2009 | 36º Dia do Turismo                                                     | Comenda Presidencial                                           | —                          | Venceu    |
| 2009 | SBS Drama Awards                                                       | Prêmio de Excelência, Atriz em Especial Dramático              | Star's Lover               | Indicado  |
| 2010 | Fórum Mundial de Cidades Turísticas                                    | Prêmio de Maior Popularidade                                   | —                          | Venceu    |
| 2012 | 7º Asia Model Awards                                                   | Prêmio Estrela da Ásia                                         | —                          | Venceu    |
| 2012 | Seoul International Social Work Conference                             | Prêmio de Assistência Social                                   | —                          | Indicado  |
| 2013 | SBS Drama Awards                                                       | Prêmio de Alta Excelência, Atriz em Especial Dramático         | The Suspicious Housekeeper | Indicado  |
| 2014 | 7º Korea Drama Awards                                                  | Prêmio de Alta Excelência, Atriz                               | The Suspicious Housekeeper | Indicado  |
| 2014 | SBS Drama Awards                                                       | Prêmio de Alta Excelência, Atriz em Especial Dramático         | Temptation                 | Indicado  |
| 2016 | MBC Drama Awards                                                       | Prêmio de Alta Excelência, Atriz em Projeto Dramático Especial | Woman with a Suitcase      | Indicado  |
| 2016 | tvN10 Awards                                                           | Melhor Atriz                                                   | Second 20s                 | Indicado  |